# Michel Kafando
Michel Kafando, född 18 augusti 1942 i Ouagadougou i Franska Övre Volta (nuvarande Burkina Faso), är en burkinsk politiker. Han var Burkina Fasos interimspresident mellan 18 november 2014 och 29 december 2015. Han var Burkina Fasos FN-ambassadör mellan 1998 och 2011, innan dess var han utrikesminister mellan 1982 och 1983
Efter att president Blaise Compaoré avgått efter massdemonstrationer och våldsamma upplopp den 31 oktober 2014, valdes Kafando till interimspresident på ett år till nästa val. Han svor presidenteden den 18 november 2014.

## Bakgrund
Kafando föddes i Ouagadougou. Han tog en kandidatexamen i offentlig rätt vid University of Bordeaux 1969, diplom i politiska studier 1972 i Paris och ytterligare ett diplom från  Graduate Institute of International Studies i Genève också 1972. Han blev 1990 Filosofie doktor  i statsvetenskap vid Sorbonne. Han är gift och har ett barn.

## Karriär
Kafando var utrikesminister för Övre Volta (som Burkina Faso kallades då) mellan 1982 och 1983, han blev då den det enda statsrådet som fick behålla sin portfölj efter november kuppen 1982 av major Jean-Baptiste Ouédraogo. Han var också vice president i FN:s generalförsamling 1982. Han har lett många delegationer i Orginisationen för afrikansk enhet (OAU), och är vice president i the African Centre for Environmental Protection (en icke-statlig organisation).
Kafando tjänstgjorde som ambassadör för Övre volta i FN och sedan på Kuba innan utsågs till FN ambassadör en andra gång. Där lämnade han över sitt kreditivbrev till generalsekreteraren, Kofi Annan, den 15 april 1998.
Kafando satt som president i FN:s säkerhetsråd två gånger, september 2008 och december 2009.
Den 17 november 2014 utsågs Kafando till interimspresident i Burkina Faso. Han svor presidenteden den 18 november 2014, han utsåg då överste löjtnant Isaac Zida, som under en kort tid varit statsöverhuvud före honom, till premiärminister den 19 november. I övergångsregeringen som utsågs den 23 november tar Kafando och Zida på sig rollerna som utrikesminister och försvarsminister.